# Saussenac

Saussenac este o comună în departamentul Tarn din sudul Franței. În 2009 avea o populație de 494 de locuitori.

## Evoluția populației
| An        | 1975 | 1982 | 1990 | 1999 | 2006 | 2009 |
| --------- | ---- | ---- | ---- | ---- | ---- | ---- |
| Populație | 313  | 337  | 392  | 409  | 466  | 494  |